# Надірізбек
Надірізбе́к (каз. Нәдірізбек) — село у складі Коксуського району Жетисуської області Казахстану. Входить до складу Муканшинського сільського округу.
У радянські часи село називалось 3-я П'ятилітка або 30 літ Казахської РСР.
Населення — 131 особа (2021; 139 у 2009, 164 у 1999, 424 у 1989).